# Guigneville
Guigneville é uma comuna francesa na região administrativa do Centro, no departamento Loiret. Estende-se por uma área de 31,46 km². Em 2010 a comuna tinha 541 habitantes (densidade: 17,2 hab./km²).